# کویسکوالیک اسید
کویسکوالیک اسید (به انگلیسی: Quisqualic acid) با فرمول شیمیایی C5H7N3O5 یک ترکیب شیمیایی با شناسه پاب‌کم 7328 است. که جرم مولی آن ۱۸۹٫۱۲۶ گرم بر مول می‌باشد. 